# WavPack
WavPack — свободный lossless -аудиокодек, основанный на LZW-алгоритме сжатия данных без потерь. Работает с файлами разрядностью бит: 8, 16, 24, 32-float. Поддерживает многоканальность (до 256) и высокие частоты дискретизации. Имеется гибридный режим с потерями, работающий схоже с кодеками семейства ADPCM. Эффективность сжатия зависит от исходных данных, но обычно лежит в диапазоне 30–70% для обычной популярной музыки, выше - для классической музыки.

## Особенности
- Надёжное и предсказуемое сжатие LZW
- открытый исходный код, доступный по BSD-подобной лицензии
- кроссплатформенность
- устойчивость к ошибкам
- поддержка потокового вещания
- поддержка многоканальности и аудио высокого разрешения
- теги (ID3v1, APE)
- поддержка RIFF
- поддержка ReplayGain
- поддержка встраиваемых файлов разметки (Cue sheet)
- включает MD5-хеши для быстрой проверки целостности

Особый «гибридный» режим для улучшения сжатия
WavPack имеет уникальный «гибридный» режим, который предоставляет все преимущества сжатия без потерь с дополнительным бонусом: вместо создания одного файла, в этом режиме создаётся относительно небольшой файл высокого (точнее, указанного при кодировании) качества с потерями (.WV), который можно воспроизводить сам по себе, а также корректирующий файл (.WVC), который (в комбинации с предыдущим .WV) позволяет полностью восстановить оригинал. Для некоторых пользователей это означает, что им никогда не придётся выбирать между сжатием без потерь и с потерей качества.

## Аппаратно-программная поддержка
- Android, IOS, Windows, Linux, UNIX;
- Плееры Cowon, iRiver, Sansa, Samsung (через стороннюю прошивку RockBox);